# Alberprosenia
Alberprosenia is een geslacht van wantsen uit de familie van de Reduviidae (Roofwantsen). Het geslacht werd voor het eerst wetenschappelijk beschreven door Martínez & Carcavallo in 1977.

## Soorten
Het genus bevat de volgende soorten:

- Alberprosenia goyovargasi Martínez & Carcavallo, 1977
- Alberprosenia malheiroi Serra, Atzingen & Serra, 1980